# Лангенбрук
Лангенбрук (нем. Langenbruck) — коммуна в Швейцарии, в кантоне Базель-Ланд. 
Входит в состав округа Вальденбург. Население составляет 989 человек (на 31 декабря 2007 года). Официальный код  —  2888.

## Фотографии

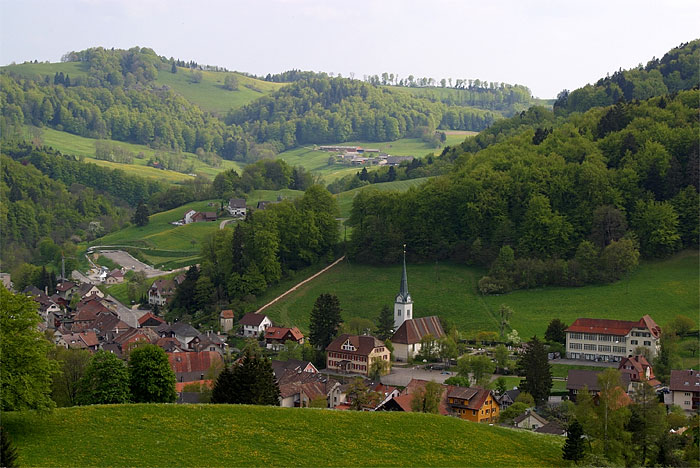
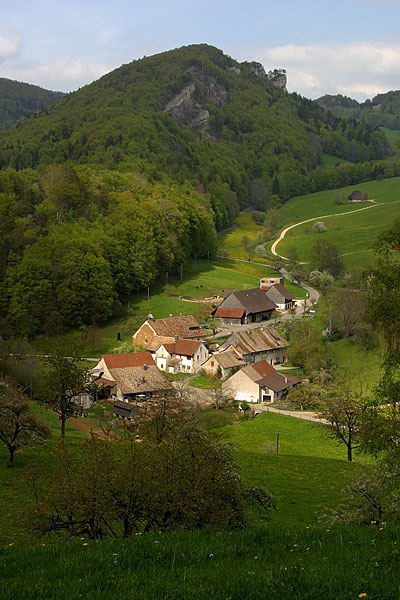
Монастырь
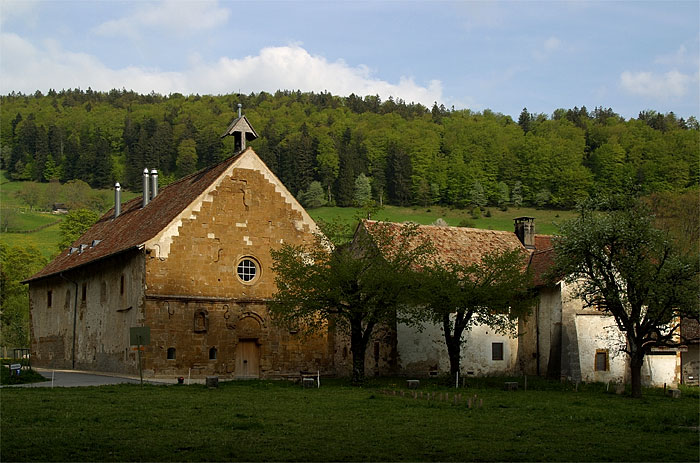
Монастырь
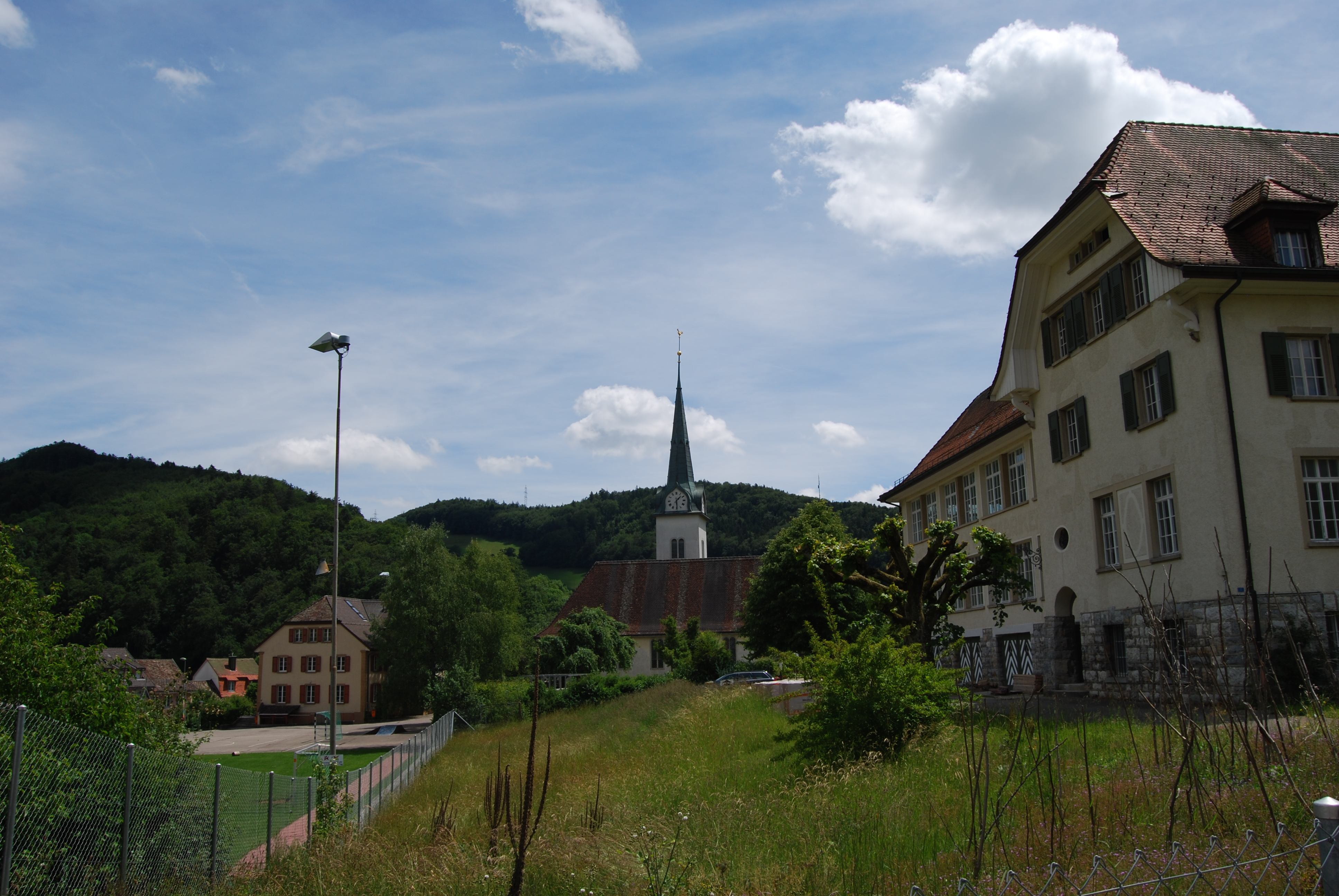
Лангенбрук